# Lealtà e rispetto
Lealtà e rispetto è il quarto album del rapper calabrese Turi, prodotto dalla Macro Beats Records nel 2009.
Tutte le tracce dell'album sono principalmente in dialetto calabrese e inglese.

## Tracce
1. Capeesh – 4:08 (Turi)
2. Another Story – 4:08 (Turi, Shaone)
3. Radical Shit – 4:04 (Turi)
4. Focu Meu – 2:25 (Turi)
5. Don't Talk – 3:22 (testo: Turi, Gioman, Killacat – musica: Macro Marco)
6. What's Up Pizon – 3:38 (Turi)
7. New Connections – 4:28 (testo: Turi, Mr. Micheal Fazzolari)
8. Parimai – 4:29 (Turi)
9. Italo Dialecto – 2:37 (Turi)

Durata totale: 33:19